# Steve McEwan
Steve McEwan ist ein britischer Pop-Musik-Komponist und Musiker, der vor allem für seine Hit-Kompositionen für Eminem, Miriam Makeba, James Blunt und James Morrison bekannt ist.

## Leben und Wirken
Steve McEwan verbrachte sieben Jahre seiner Kindheit in Südafrika. Er war 17 Jahre alt, als Miriam Makeba seinen Song „I Still Long for You“ aufnahm und veröffentlichte. McEwan kehrte nach London zurück und wurde Mitglied der Band World Party, gefolgt von einer einjährigen Welt-Tournee. Sodann unterzeichnete er seinen eigenen Plattenvertrag bei Arista.
Die Kompositionen von Steve McEwan wurden seither veröffentlicht u. a. von Kylie Minogue, Miriam Makeba, James Morrison, James Blunt, Eminem, Roger Daltrey, Jon Batiste und David Archuleta.
Steve McEwan war zudem Gitarrist und Sänger für Robbie Williams auf Williams Alben von 1997, 1998 und 2000, ebenso wie für Joe Cocker auf dem Album „No Ordinary World“. Er komponiert zudem für Country-Music-Künstler wie Kenny Chesney, Carrie Underwood, Faith Hill und Keith Urban.
2000 gründete Steve McEwan die Band „UnAmerican“. Die Gruppe trat auf Tourneen u. a. als Vorgruppe für Neil Young und The Who auf. In der Folge komponierte McEwan Songs gemeinsam mit dem Sänger von The Who, Roger Daltrey.
Steve McEwan lebt in London.

## Diskografie
- 2020: "If You Can't Say Anything Nice" – Leslie Mendelson
- 2020: "Fall With You" – Emma McGrath
- 2019: "A Human Touch" – Jackson Browne and Leslie Mendelson
- 2019: "Sulwe's Song" – Lupita Nyong’o
- 2019: "You Got This" – Kelsey Waters
- 2018: "Change For The Good" – The Wandering Hearts
- 2018: Without You" – Anderson East
- 2018: "Don't Stop" – Jon Batiste
- 2018: "Low Blow" – Kylie Minogue
- 2018: "Golden" – Kylie Minogue
- 2018: "Stop Me from Falling" – Kylie Minogue
- 2018: "Dancing" – Kylie Minogue
- 2017: "I Don't Trust Myself" – Sara Evans
- 2017: "Diving In Deep" – Sara Evans
- 2017: "Careless Love" – Kimock
- 2017: "Satellite City" – Kimock
- 2017: "Jericho" – Leslie Mendelson
- 2017: "Love You Tonight" – Leslie Mendelson
- 2017: "I Know You Won't" – Rascal Flatts
- 2017: "Forever"- Kat Edmonson
- 2016: "Sober"- James Arthur
- 2016: "If Only" -James Arthur
- 2016: "Love And Hate" – Arrow Benjamin
- 2016: "Everybody Wants To Be Loved" – Martina McBride
- 2016: "Strangers" – Bobby Bazini
- 2016: "Hole In The World" – Nashville Soundtrack
- 2016: "Bombshell" – Ashley Monroe[3]
- 2015: "Washington State Fight Song" – Matt Nathanson
- 2015: "First Flight Out" – The Shires
- 2015: "If You Ever Want To Be in Love" – James Bay
- 2014: "It's Not Like Me" – The Mastersons
- 2013: "Blue on Blue" – James Blunt
- 2013: "Trust" – Alfie Boe
- 2013: "Never Like This" – Danielle Bradbery
- 2013: "All Cried Out" – Kree Harrison
- 2012: "Time Flies" – Kenny Chesney
- 2012: "No One Will Ever Love You" – The Music of Nashville: Season 1 Volume 1
- 2012: "Keep Coming Back" – Haley Reinhart
- 2012: "Wake Up (Dreaming of You) – Mark Haze
- 2011: "Grace" – Nerina Pallot
- 2011: "Kiss Goodbye" – Little Big Town
- 2011:  "Tell Me I'm Not Dreaming" – Katherine Jenkins
- 2011: "Stairway to the Stars" – Dia Frampton
- 2011: „She’s a Wildflower“ – Lauren Alaina
- 2011: „Tupelo“ – Lauren Alaina
- 2011: „Grace“ – Nerina Pallot
- 2010: „Space Bound“ – Eminem
- 2009: „I Know You Better Than That“ – Leslie Mendelson
- 2009: „Easy Love“ – Leslie Mendelson
- 2009: „I See Myself With You“ – Leslie Mendelson
- 2009: „So Far So Bad“ – Leslie Mendelson
- 2009: „If I Don’t Stop Loving You“ – Leslie Mendelson
- 2009: „No Easy Way Out“ – Leslie Mendelson
- 2009: „Hit The Spot“ – Leslie Mendelson
- 2009: „Goodnight“ – Leslie Mendelson
- 2009: „The Rest Of London“ – Leslie Mendelson
- 2009: „Out Of The Ashes“ – Brooke White
- 2009: „Be Careful“ – Brooke White
- 2009: „Inevitable“ – Jesse James
- 2009: „I Can’t Give Up“ – Foreigner
- 2009: „Lonely“ – Foreigner
- 2009: „What Can I Say“ – Carrie Underwood
- 2009: „This Time“ – Carrie Underwood
- 2009: „Someday When I Stop Loving You“ – Carrie Underwood
- 2009: „Touch My Hand“ – David Archuleta
- 2009: „Barriers“ – David Archuleta
- 2009: „Only You Can Love Me This Way“ – Keith Urban
- 2009: „Love Is the Lesson“ – Billy Ray Cyrus
- 2008: „I’m All for Love“ – Serena Ryder
- 2008: „My Hallelujah Song“ – Julianne Hough
- 2008: „Found“ – Josh Gracin
- 2008: „Just a Dream“ – Carrie Underwood
- 2007: „Get Out of This Town“ – Carrie Underwood
- 2007: „I Know You Won’t“ – Carrie Underwood
- 2007: „The More Boys I Meet“ – Carrie Underwood
- 2007: „One Of the Brightest Stars“ – James Blunt
- 2007: „If I Had Your Name“ – Martina McBride
- 2007: „Comin’ Home“ – Tim McGraw
- 2007: „Under the Influence“ – James Morrison
- 2007: „The Last Goodbye“ – James Morrison
- 2007: „How Come“ – James Morrison
- 2006: „Stronger“ – Robert Randolph
- 2006: „Gotta Keep Moving“ – Kellie Pickler
- 2006: „God Made Woman“ – Keith Urban
- 2005: „We’re Young and Beautiful“ – Carrie Underwood
- 2004: „A Second Out“ – Roger Daltrey
- 2005: „Summertime“ – Kenny Chesney
- 2005: „My Old Friend“ – Tim McGraw
- 2004: „That’s What It’s All About“ – Brooks & Dunn
- 2002: „Young“ – Kenny Chesney
- 2002: „Wicked“ – Faith Hill
- 2002: „If This Is the End“ – Faith Hill
- 2000: „If This Is the End“ – UnAmerican
- 2000: „Wicked“ – UnAmerican
- 2000: „I Was Wrong“ – UnAmerican
- 2000: „Make Up Your Mind“ – UnAmerican
- 2000: „She’s The Bomb“ – UnAmerican
- 1991: „Eyes On Tomorrow“ – Miriam Makeba
- 1991: „I Still Long For You“ – Miriam Makeba